# Tabaquera (caixa)

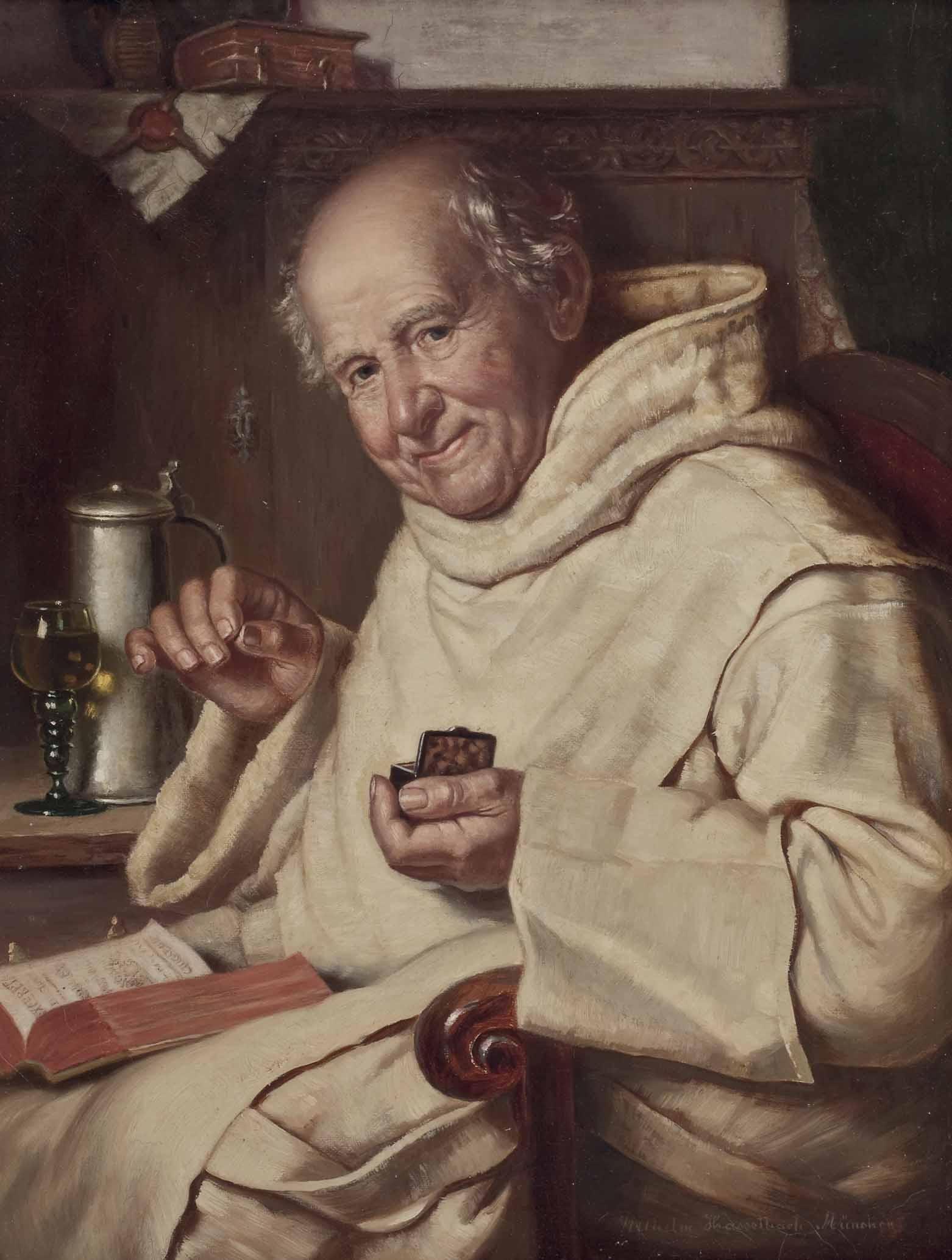
Home amb una tabaquera per a rapè

Una tabaquera (en francès: tabatière) és una capseta amb una tapa hermètica. S'utilitza per a emmagatzemar el tabac o el rapè. Pot ser d'un sol o de diversos compartiments per a l'emmagatzematge de tabac de diferents varietats.
Les tabaqueres de qualitat solien estar fetes de metall, fusta, porcellana, cristall, ambre, ivori o les populars i barates a base d'altres materials com el cartró.

## Descripció

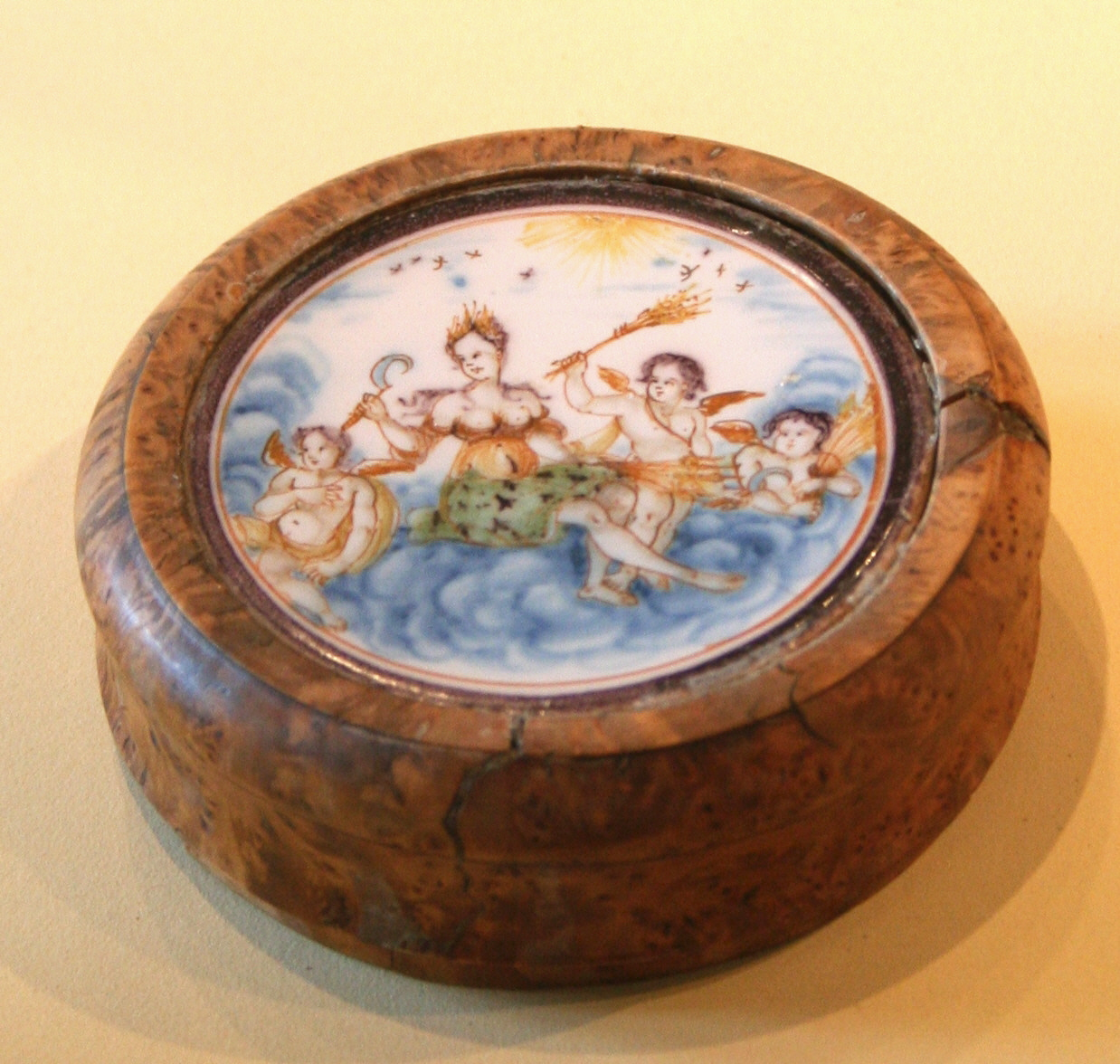
Tabaquera per a rapè

Majorment hi ha tabaqueres fetes en dues mides, unes de butxaca i altres fetes per al seu ús damunt d'una taula o estanteria. Normalment es feien tabaqueres de butxaca per mantenir una petita quantitat de tabac per al seu consum immediat. Les tabaqueres d'alta qualitat tenien tapes hermètiques per assegurar que l'aire no penetrés a la capsa, tot i que les tabaqueres completament estanques són una raresa. Les tabaqueres de butxaca podien mantenir el subministrament d'un dia o dos. Les tabaqueres de taula encara es poden trobar en certs establiments antics, sovint d'estil tradicional p.e. es conserva una tabaquera comunal a la House of Lords al parlament britànic.
Les persones de totes les classes socials van utilitzar aquestes tabaqueres quan el tabac estava en la seva màxima popularitat i els rics portaven una varietat de tabaqueres de fantasia creades per artesans joiers en treballs fets en metall o platejats. Alguns d'ells van ser elaborats i decorats, molt rics en detalls i fabricats amb materials preciosos o costosos com l'or, la plata i l'ivori i sovint s'adornaven amb obres d'art i pedres precioses. Algunes fetes amb aliatges que s'assemblaven a l'or o la plata es van desenvolupar en els segles xviii i xix, Les tabaqueres fetes per als consumidors de tabac més pobres eren més comuns; Es van fabricar tabaqueres populars i barates a base de cartró i fins i tot de polpa de patata, que eren duradores i que mantenien el tabac en bon estat.

## La tabaquera en l'art

### En la literatura
- la història de V. F. Odoevsky "Городок в табакерке"
- el llibre de John Carr, "La tabaquera de l'Emperador"[8]
- la història d'Andre Norton "The Toymaker's Snuffbox"[9]
- una col·lecció de contes de Kurt Vonnegut "Tabac ", Bagombo"

### En la música
- La comptine « J'ai du bon tabac dans ma tabatière », wikisource
- Peça de Piano A. K. Liadov "Tabaquera Musical";
- Peça de Piano T. P. Nikolàieva[10] "Tabaquera Musical";